# Speed Demon
Speed Demon – utwór z albumu Michaela Jacksona zatytułowanego Bad, wydanego w roku 1987. W filmie Moonwalker pojawia się krótka partia z użyciem utworu "Speed Demon", w którym Jackson przebrany jest w kostium królika. Utwór jest solową kompozycją Michaela Jacksona, którego rola jako kompozytora na płycie Bad nabrała dużo większego znaczenia niż w przypadku poprzednich albumów.
Na saksofonie gra w utworze znany muzyk rock and rollowy Larry Williams, odpowiedzialny m.in. za kompozycję "Dizzy Miss Lizzy".

## Szczegółowe informacje
- Wokal i aranżacja wokalna: Michael Jackson
- Solo na saksofonie: Larry Williams
- Perkusja: Miko Brando, Ollie E. Brown i John Robinson
- Strojenie perkusji: Douglas Getschal
- Gitary: Bill Bottrell i David Williams
- Saksofon: Kim Hutchcroft
- Trąbki: Gary Grant i Jerry Hey
- Instrumenty perkusyjne: Ollie E. Brown i Paulinho Da Costa
- Synclavier i efekty: Christopher Currell
- Syntezatory: John Barnes, Michael Boddicker i Greg Phillinganes
- Programowanie syntezatorów: Eric Persing
- Inżynieria dźwiękowa: Ken Caillat i Tom Jones
- Aranżacja rytmiczna: Michael Jackson i Quincy Jones
- Aranżacja syntezatorów i sekcji dętej: Jerry Hey